# شيزان محمد خان
شيزان محمد خان ( مواليد 9 سبتمبر 1994) هو ممثل هندي. أشتهر بمسلسل جودا اكبر حيث قام بدور السلطان مراد ميرزا. كما انه قام بدرو علي بابا بمسلسل علي بابا ولكن تم أستبداله بممثل ثاني لأن تم اعتقاله.

## حياته
ولد خان في 9 سبتمبر 1994 ونشأ في مومباي. تخرج من جامعة مومباي. لديه شقيقتان كبيرتان ، فلق ناز وشفق ناز ، وكلاهما ممثلتان تلفزيونيتان. وهو من عشاق اللياقة البدنية ومحب للحيوانات الأليفة. خان هو متحدث متكرر ف TEDx.

## إعتقاله
في عام ٢٠٢٢ وجدت بطلة المسلسل تونيشا شارما في غرفة المكياج الخاصة به منتحرة حيث قامت بشنق نفسها. وبعد أن تم نقلها الى المستشفى بمساعدةٍ منه هو شخصياً تبين أنها قد فارقت الحياة. قامت والدة الممثلة تونيشا شارما بأتهام شيزان بتحريض أبتنها على الانتحار وأثر ذلك قامت السلطات الهندية باعتقاله. كما انه قد تم الهجوم عليه من قبل الهندوس لأنه مسلم وقامو بتهدد عائلته التي تتضمن من أمه وأخواته حيث تم تهديدهن بالاغتصاب والقتل.

## وصلات خارجية
- شيزان محمد خان على موقع IMDb (الإنجليزية)
- شيزان محمد خان على موقع روتن توميتوز (الإنجليزية)
- شيزان محمد خان على موقع قاعدة بيانات الفيلم (الإنجليزية)
- شيزان محمد خان على موقع كينوبويسك (الروسية)